# الموارد البشرية الصحية
الموارد البشرية الصحية (اتش اتش آر ) تُعرف أيضًا باسم الموارد البشرية الصحية (اتش اتش آر) أو القوى العاملة في مجال الصحة - تُعرَّف بأنها «جميع الأشخاص المشاركين في الأعمال التي تهدف في المقام الأول إلى تعزيز الصحة» ، وفقًا لتقرير الصحة العالمية الصادر عن منظمة الصحة العالمية لعام 2006 . يتم تحديد الموارد البشرية للصحة باعتبارها واحدة من اللبنات الأساسية لنظام صحي. وهي تشمل أطباء ومحترفي التمريض والقابلات وأطباء الأسنان والمهن الصحية المتحالفة والعاملين الصحيين المجتمعيين والعاملين في مجال الصحة الاجتماعية ومقدمي الرعاية الصحية الآخرين، وكذلك موظفي الإدارة الصحية والدعم - أولئك الذين قد لا يقدمون الخدمات بشكل مباشر ولكنهم ضروريون للصحة الفعالة ليعمل النظام، بما في ذلك مديري الخدمات الصحية والسجلات الطبية وفنيي المعلومات الصحية، واقتصاديي الصحة، ومديري سلسلة الإمدادات الصحية، وأمناء الطب وغيرها.

## قضايا الموارد البشرية الصحية
يتناول مجال الموارد البشرية الصحية قضايا مثل التخطيط والتطوير والأداء والإدارة والاحتفاظ والمعلومات والمعلومات المتعلقة بالموارد البشرية لقطاع الرعاية الصحية. في السنوات الأخيرة، أدى رفع مستوى الوعي بالدور الحيوي لموارد الصحة البشرية في تعزيز أداء النظام الصحي وتحسين النتائج الصحية للسكان إلى وضع القوى العاملة الصحية في مقدمة جدول أعمال الصحة العالمية.

## الوضع العالمي
حددت الدول مع النقص الحاد في العاملين في مجال الرعاية الصحية
تقدر منظمة الصحة العالمية نقصًا في ما يقرب من 4.3مليون أطباء وقابلات وممرضات وعمال دعم في جميع أنحاء العالم. [1] هذا النقص أشد في 57 من أفقر البلدان، وخاصة في أفريقيا جنوب الصحراء الكبرى. تم الإعلان عن الوضع في يوم الصحة العالمي لعام 2006 على أنه «أزمة القوى العاملة الصحية» - نتيجة عقود من قلة الاستثمار في تعليم العاملين الصحيين، والتدريب، والأجور، وبيئة العمل والإدارة.
كما يتم الإبلاغ عن نقص في المهارات للعمال الصحيين في العديد من مناطق الرعاية المحددة. على سبيل المثال، هناك نقص تقديري في 1.18 مليون من العاملين في مجال الصحة العقلية، بما في ذلك 55000 طبيب نفساني، و 628000 ممرضة في أماكن الصحة العقلية، و 493000 من مقدمي الرعاية النفسية والاجتماعية اللازمة لعلاج الاضطرابات العقلية في 144 دولة منخفضة ومتوسطة الدخل. [4] يظل نقص القابلات الماهرات في العديد من البلدان النامية عائقاً هاماً أمام تحسين نتائج صحة الأم. العديد من البلدان، المتقدمة والنامية على السواء، تبلغ عن سوء توزيع العاملين الصحيين المؤهلين مما يؤدي إلى نقص في المناطق الريفية والمناطق المحرومة من الخدمات.
يتم جمع التحديثات الإحصائية المنتظمة حول وضع القوى العاملة الصحية العالمية في المرصد الصحي العالمي لمنظمة الصحة العالمية. [4] ومع ذلك، تظل قاعدة الأدلة مجزأة وغير كاملة، وترتبط إلى حد كبير بنقاط الضعف في نظم المعلومات الأساسية للموارد البشرية (اتش آر أي اس ) داخل البلدان. [6] من أجل التعلم من أفضل الممارسات في معالجة تحديات القوى العاملة الصحية وتعزيز قاعدة الأدلة، يركز عدد متزايد من ممارسي ( اتش اتش آر )من جميع أنحاء العالم على قضايا مثل دعوة (اتش اتش آر ) والمراقبة والممارسة التعاونية. بعض الأمثلة على شراكات الموارد البشرية العالمية تشمل:
مجموعة مرجعية معلومات القوى العاملة الصحية (اتش آر اَي جي) .
شبكة القوى العاملة الصحية العالمية
تحرير الأبحاث:
بحث القوى العاملة الصحية هو التحقيق في كيفية تأثير العوامل الاجتماعية والاقتصادية والتنظيمية والسياسية على الوصول إلى العاملين في مجال الرعاية الصحية، وكيف يمكن أن يؤثر تنظيم وتكوين القوة العاملة نفسها على تقديم الرعاية الصحية والجودة والإنصاف والتكاليف.
وقد أقامت العديد من إدارات الصحة الحكومية والمؤسسات الأكاديمية والوكالات ذات الصلة برامج بحثية لتحديد نطاق وطبيعة مشاكل (اتش اتش آر) التي تؤدي إلى السياسة الصحية في بناء قوة عاملة للخدمات الصحية المبتكرة والمستدامة في ولايتها القضائية. بعض الأمثلة على برامج نشر المعلومات والبحوث المتعلقة بالموارد البشرية تشتمل على:
مجلة الموارد البشرية للصحة
HRH Knowledge Hub، University of New South Wales، Australia
مركز دراسات القوى العاملة الصحية، جامعة ألباني، نيويورك.
المعهد الكندي للمعلومات الصحية: الإنفاق والصحة القوى العاملة.
مؤسسة الصحة العامة في الهند: الموارد البشرية للصحة في الهند.
المرصد الوطني للموارد البشرية للمرصد الصحي في السودان.
OECD الموارد البشرية لدراسة الرعاية الصحية.